# Tryb elektronicznej książki kodowej
Tryb elektronicznej książki kodowej (ang. Electronic CodeBook – ECB) – jeden z najprostszych trybów szyfrowania wiadomości z wykorzystaniem szyfru blokowego. W trybie tym blok tekstu jawnego jest szyfrowany w blok szyfrogramu. Możliwe jest niezależne szyfrowanie oraz deszyfrowanie bloków wiadomości, takie zachowanie pozwala, teoretycznie, stworzyć książkę kodową tekstu jawnego i odpowiadającemu mu szyfrogramu, która będzie zawierała 2n różnych wpisów (n – długość bloku w bitach).
Wadą tego trybu jest fakt, że kryptoanalitycy, dysponując kilkoma tekstami jawnymi i odpowiadającymi im szyfrogramami, mogą rozpocząć odtwarzanie książki kodowej – dla szyfrów z długimi kluczami całkowite odtworzenie książki kodowej jest jednak nierealne. Atakujący ma także możliwość zmiany wiadomości bez znajomości klucza